# Inanantona
Inanantona is een plaats en commune in het centrum van Madagaskar, behorend tot het district Betafo, dat gelegen is in de regio Vakinankaratra. Tijdens een volkstelling in 2001 telde de plaats 15.768 inwoners.
De plaats biedt enkel lager onderwijs aan. 50 % van de bevolking werkt als landbouwer en 50 % houdt zich bezig met veeteelt. De belangrijkste landbouwproducten zijn rijst en bambara grondnoot; andere belangrijke producten zijn pinda's, mais en maniok.